# Franz Heinrich Frahm
Franz Heinrich Frahm (auch: Frans Hinrich Frahm; * 1803; † 1878) war ein deutscher Anwalt und Parlamentarier.

## Leben
Franz Heinrich Frahm studierte Rechtswissenschaft an der Christian-Albrechts-Universität Kiel und der Ruprecht-Karls-Universität Heidelberg. 1826 wurde er Mitglied des Corps Holsatia. 1828 schloss er sich dem Corps Alemannia Heidelberg an. Nach dem Studium wurde er Rechtsanwalt. Er war Obergerichtsanwalt in Ahrensbök. Das Amt Ahrensbök gehörte seit dem Kieler Vertrag (1867) zum Fürstentum Lübeck, einem zum Großherzogtum Oldenburg gehörenden Territorium.
So kam Frahm 1870 für zwei Jahre in den Oldenburgischen Landtag.